# Marie-Curie-Denkmal (Lublin)

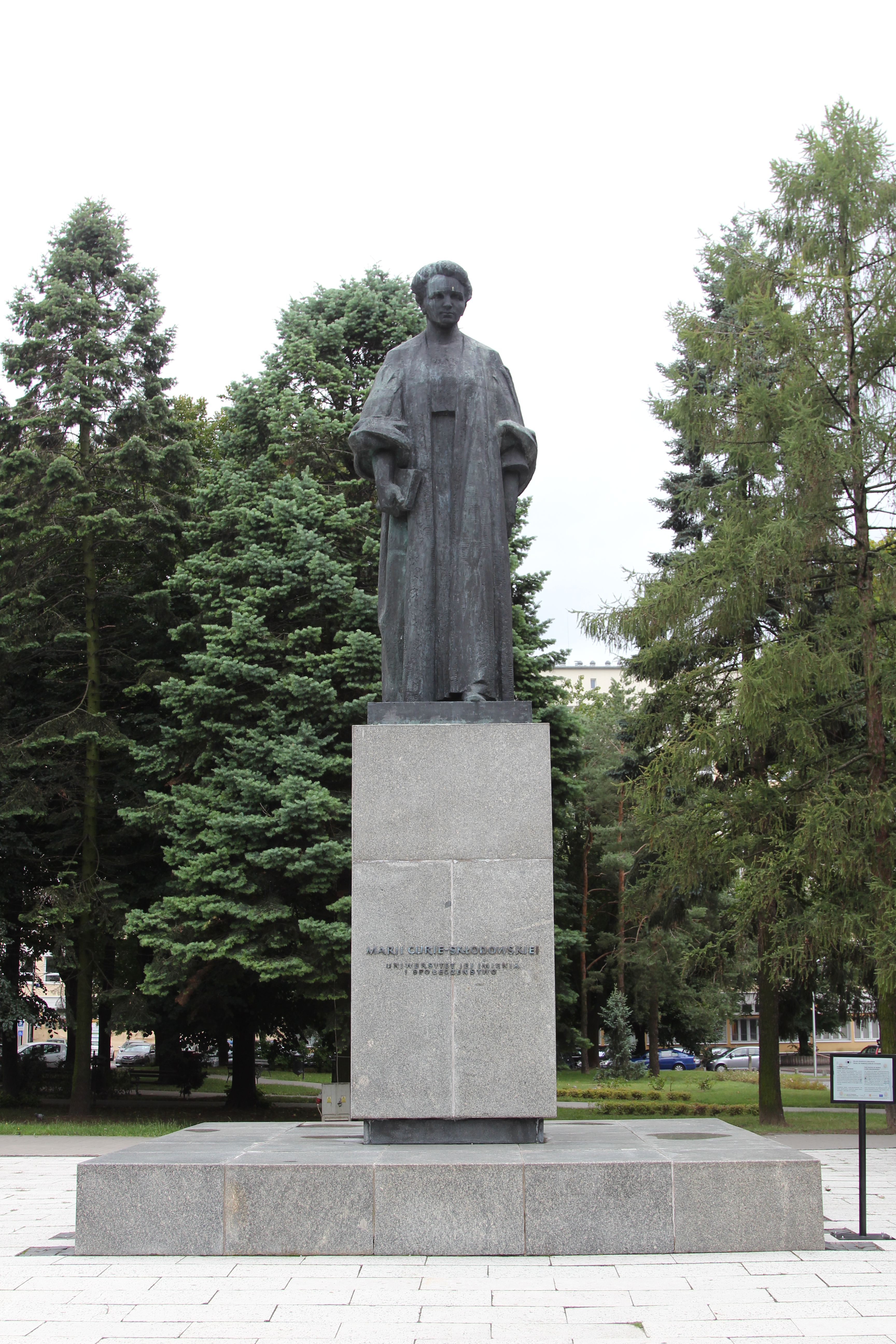
Marie-Curie-Denkmal in Lublin

Das Marie-Curie-Denkmal ist eine Statue, die zu Ehren der in Warschau geborenen Physikerin und Chemikerin Marie Curie (1867–1934) von der polnischen Bildhauerin Marian Konieczny (1930–2017) geschaffen wurde und sich nahe der Maria-Curie-Skłodowska-Universität in der Stadt Lublin in Polen befindet.

## Beschreibung
Die Statue hat eine Höhe von ca. 4,4 Metern, ist aus Bronze gegossen und steht auf einem etwa 4,0 Meter hohen, zweistufigen Granitsockel. Marie Curie ist mit einem langen Gewand mit weiten, gerollten Ärmeln dargestellt. Die Nobelpreisträgerin steht aufrecht, die Arme nach unten gestreckt und hält in der rechten Hand ein Buch.

## Geschichte
Die Stadt Lublin ehrt Marie Curie im Besonderen dadurch, dass eine Universität der Stadt, in der u. a. Physik und Chemie gelehrt wird, ihren Namen trägt und in deren Nähe das Denkmal aufgestellt wurde. Die festliche Enthüllung am 24. Oktober 1964 war der Höhepunkt zur Feier des 20. Jahrestages der Universität. Die Statue wurde von der polnischen Bildhauerin Marian Konieczny unter Mitwirkung von Stanisław Ciechan gefertigt.
Ende Juni 2020 wurde eine Restaurierung des Denkmals durchgeführt, die in erster Linie der Verstärkung und Sicherung des Sockels diente. 2022 wurde es in das Denkmalverzeichnis der Woiwodschaft Lublin eingetragen.

## Trivia
Eine gewisse Popularität erreicht das Denkmal von Marie Curie in Lublin durch den Aberglauben unter den Studierenden, wonach es mehrmals umkreist werden sollte, damit die Universität nicht bereits nach dem ersten Jahr wieder verlassen werden muss.

## Vergleich mit weiteren Marie-Curie-Denkmälern
Überwiegend in Polen wurden zu Ehren von Marie Curie weitere Statuen, Skulpturen und Büsten aufgestellt, wobei als Material Bronze, Stein oder Holz verwendet wurde. Auf dem Denkmal in Warschau (Nowe Miasto) hält sie ein Modell des von ihr und ihrem Ehemann entdeckten Atoms Polonium in der rechten Hand.

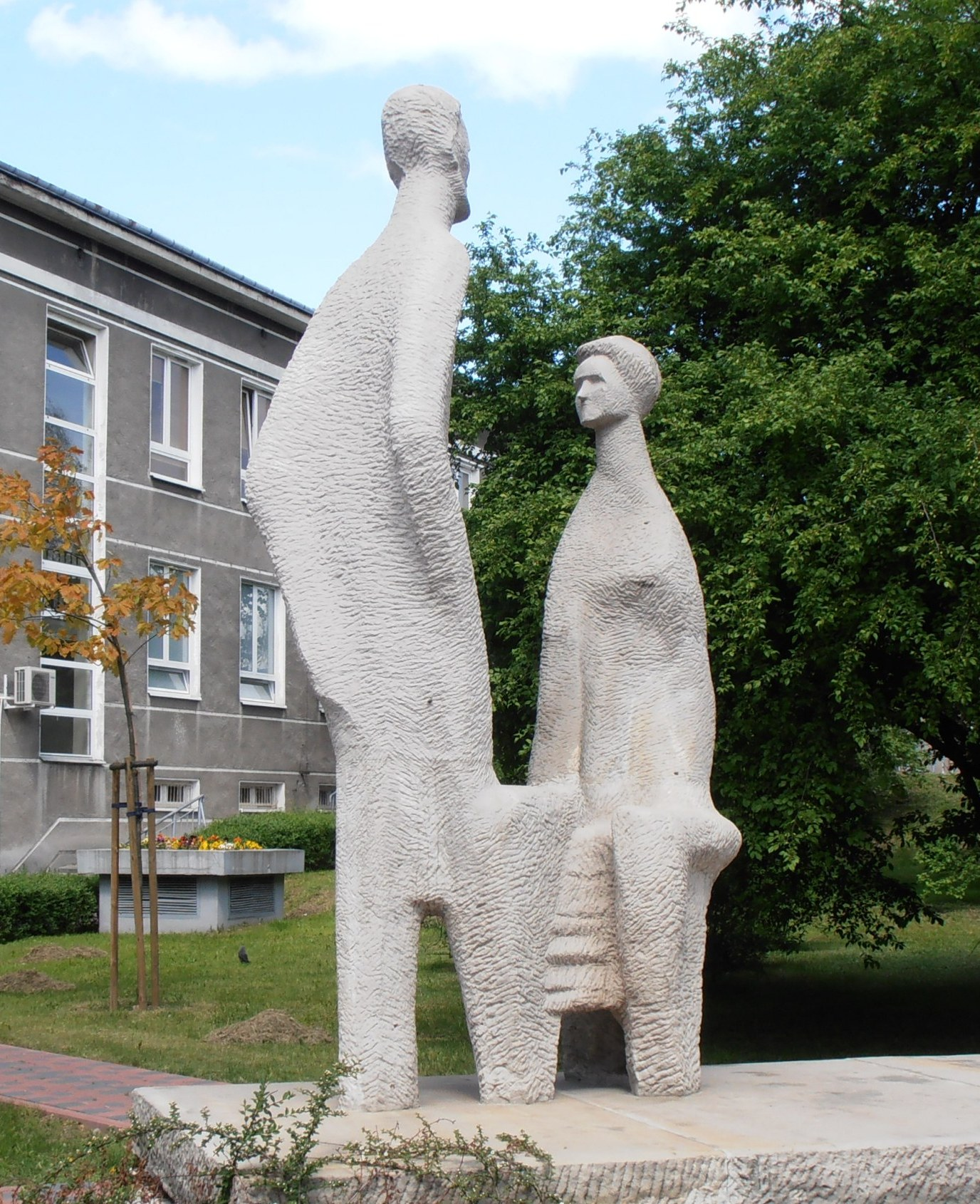
Steinskulptur mit Ehemann Pierre in Lublin
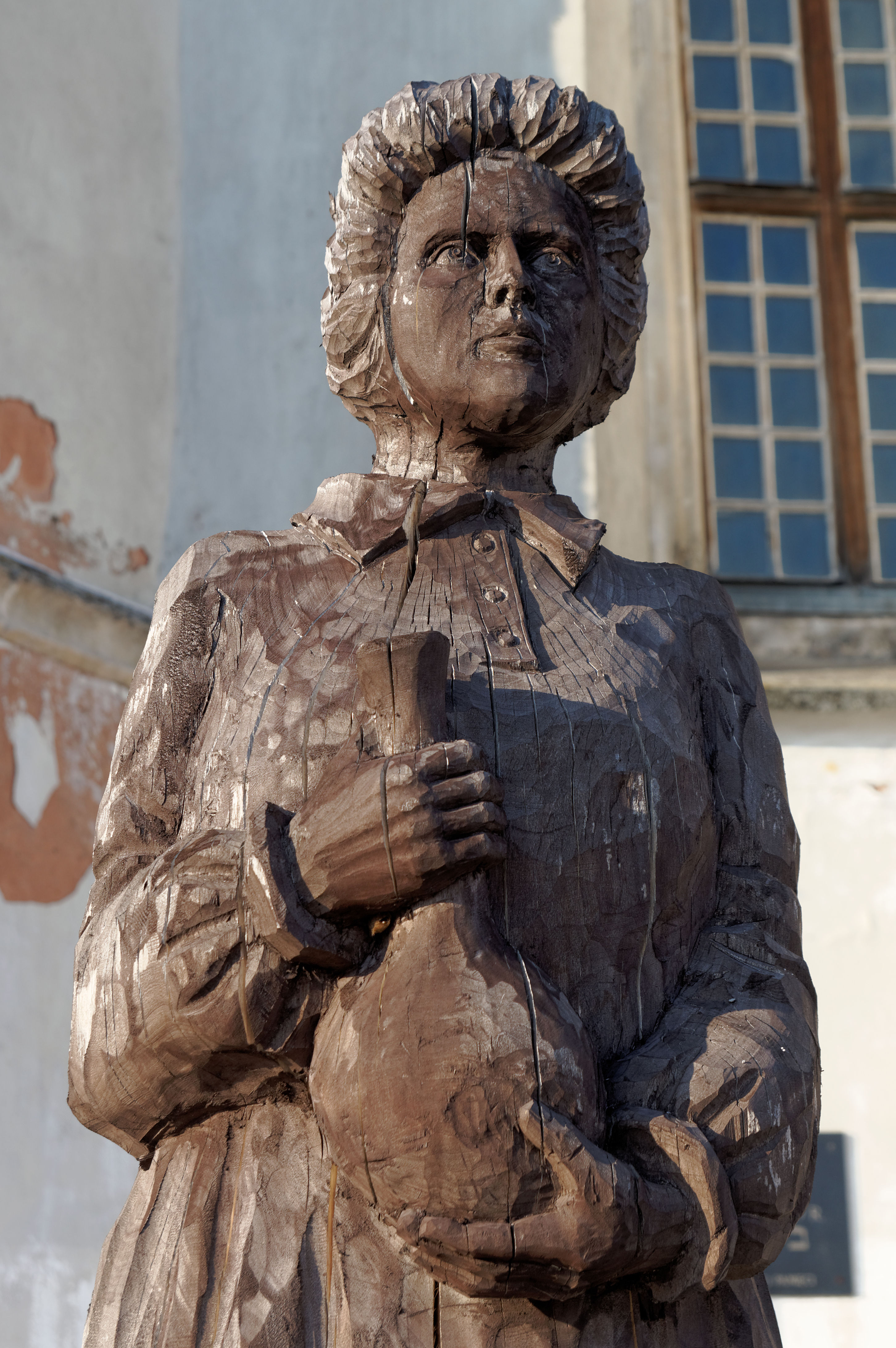
Holzskulptur in Szydłów
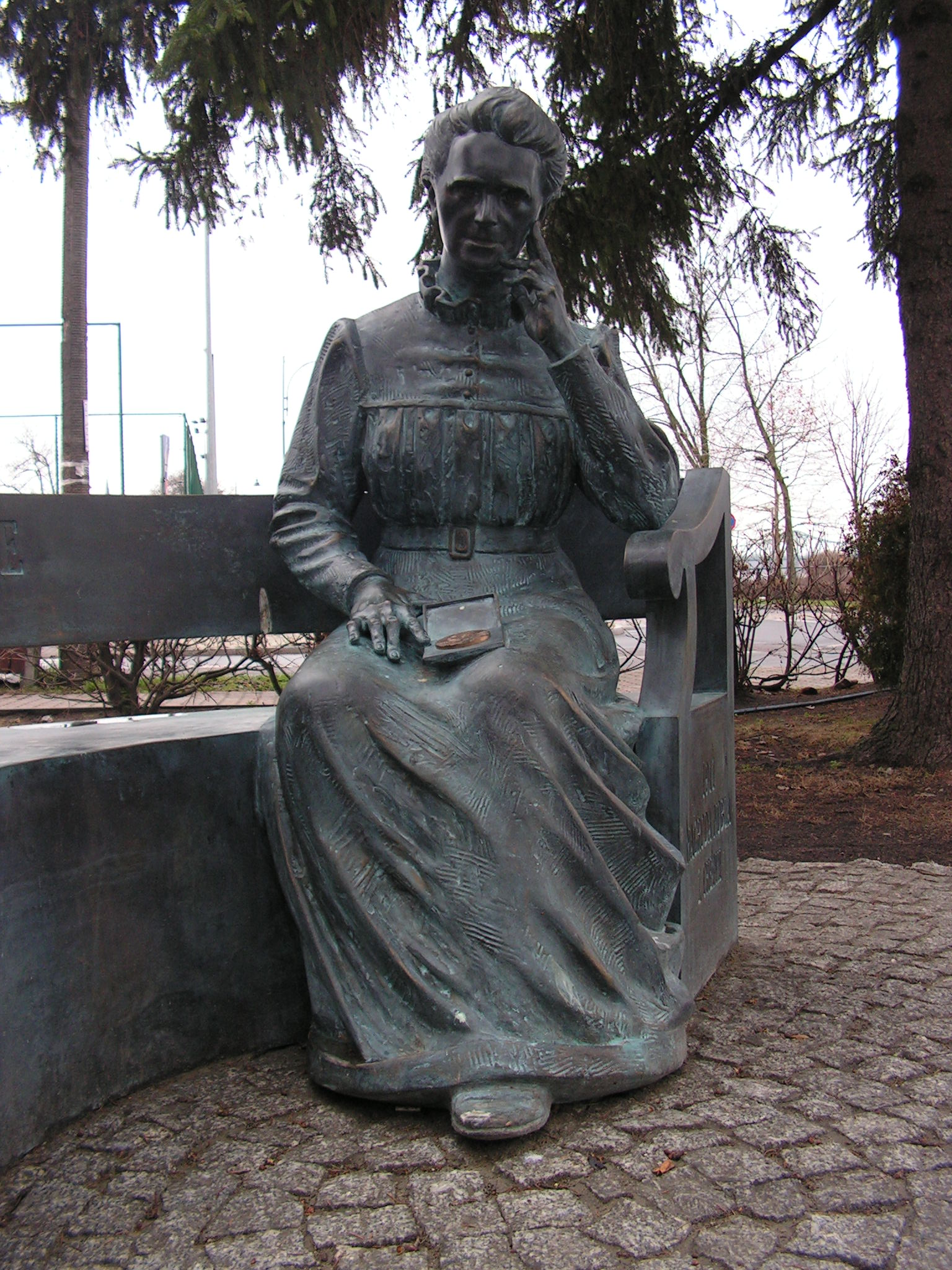
Skulptur in Włocławek
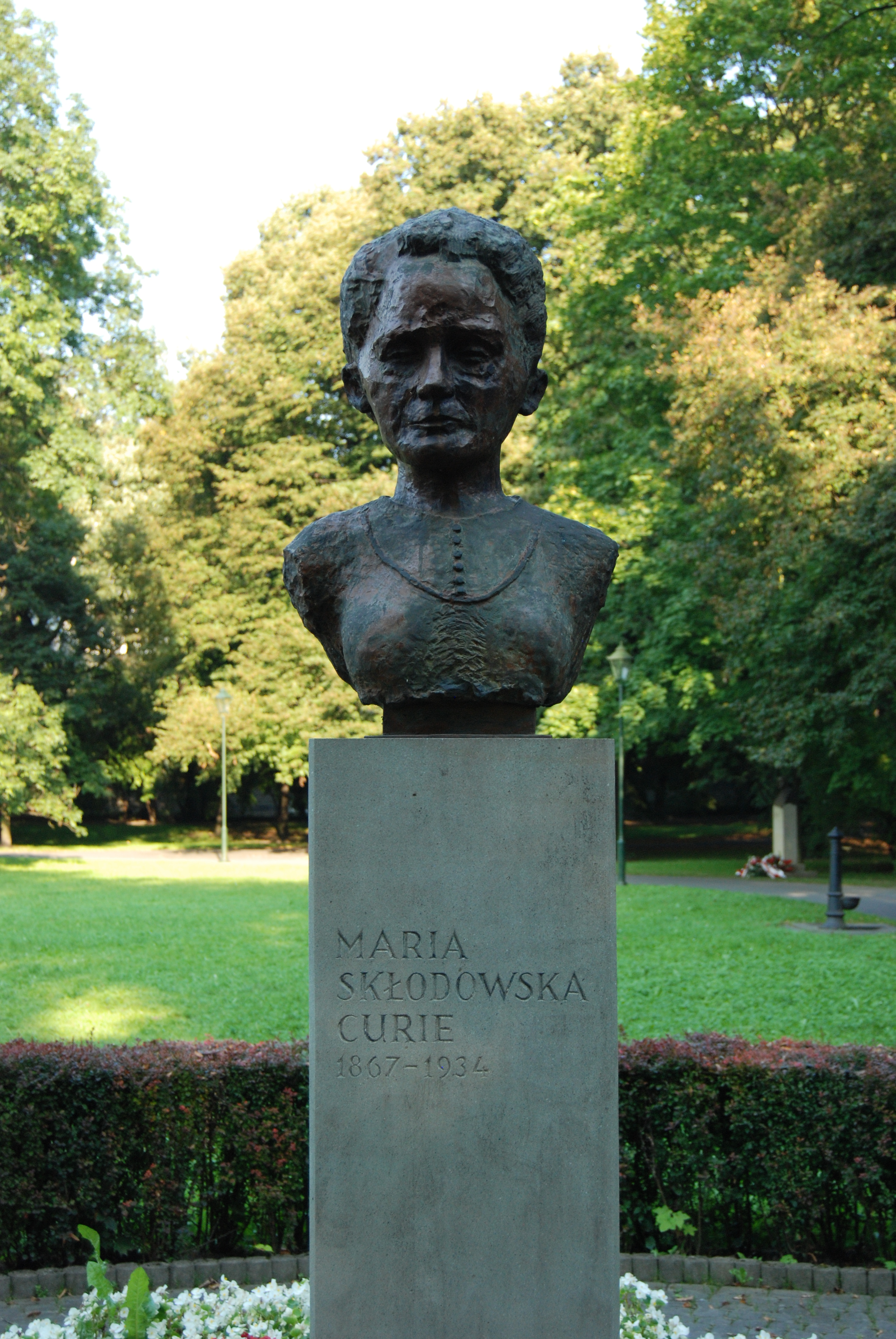
Büste in Krakau
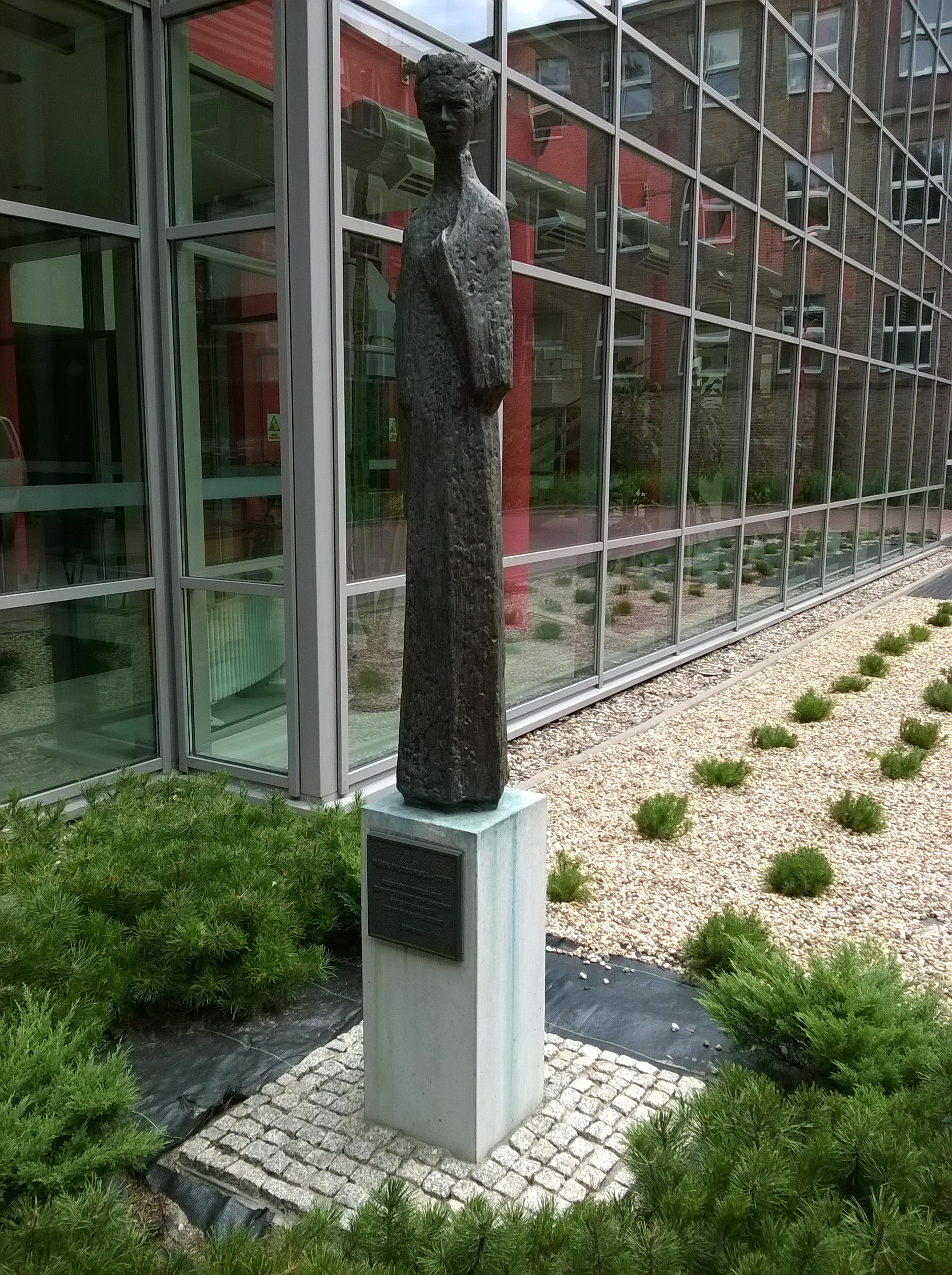
Denkmal in Gliwice
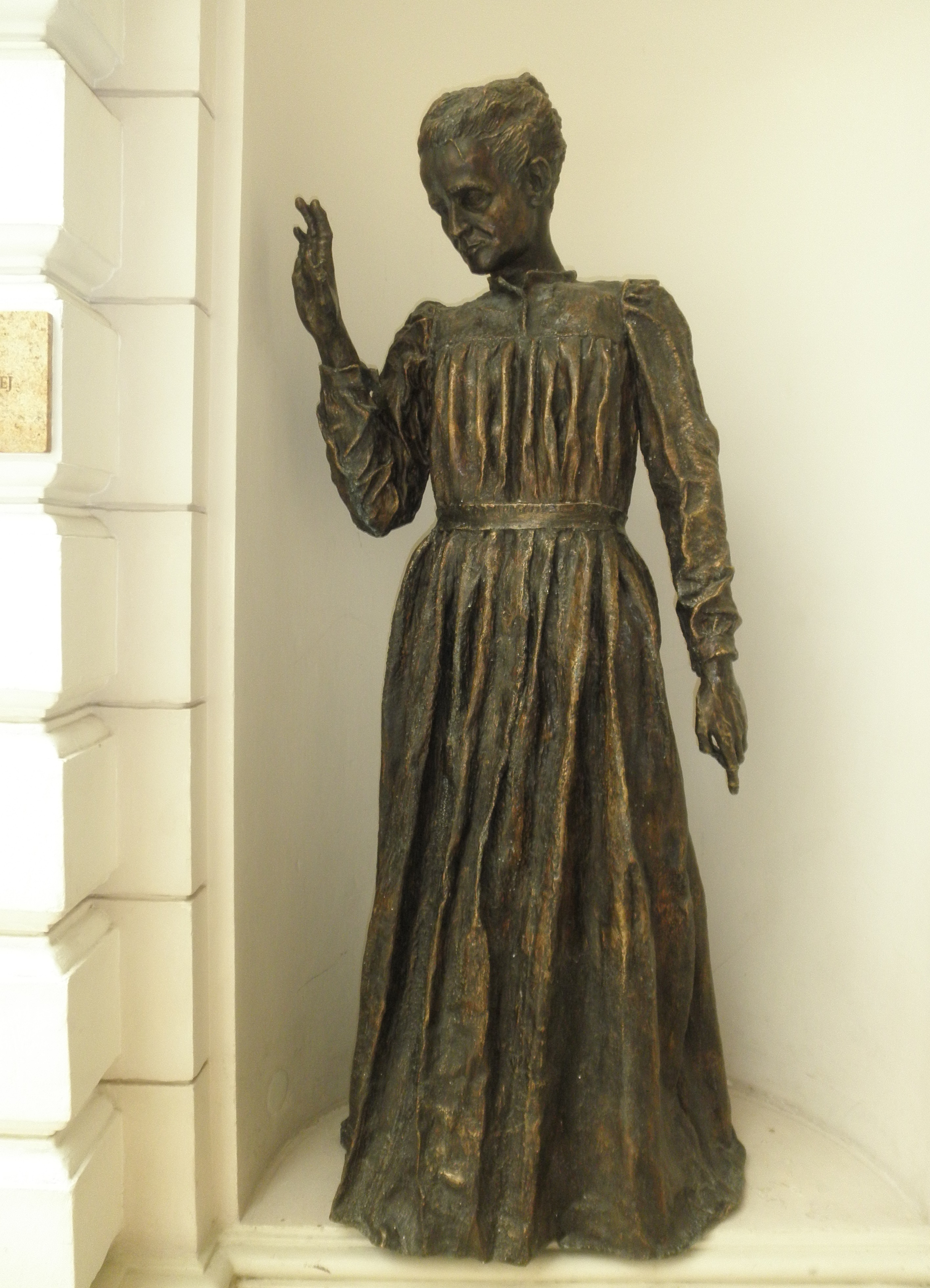
Statue in der TU Warschau
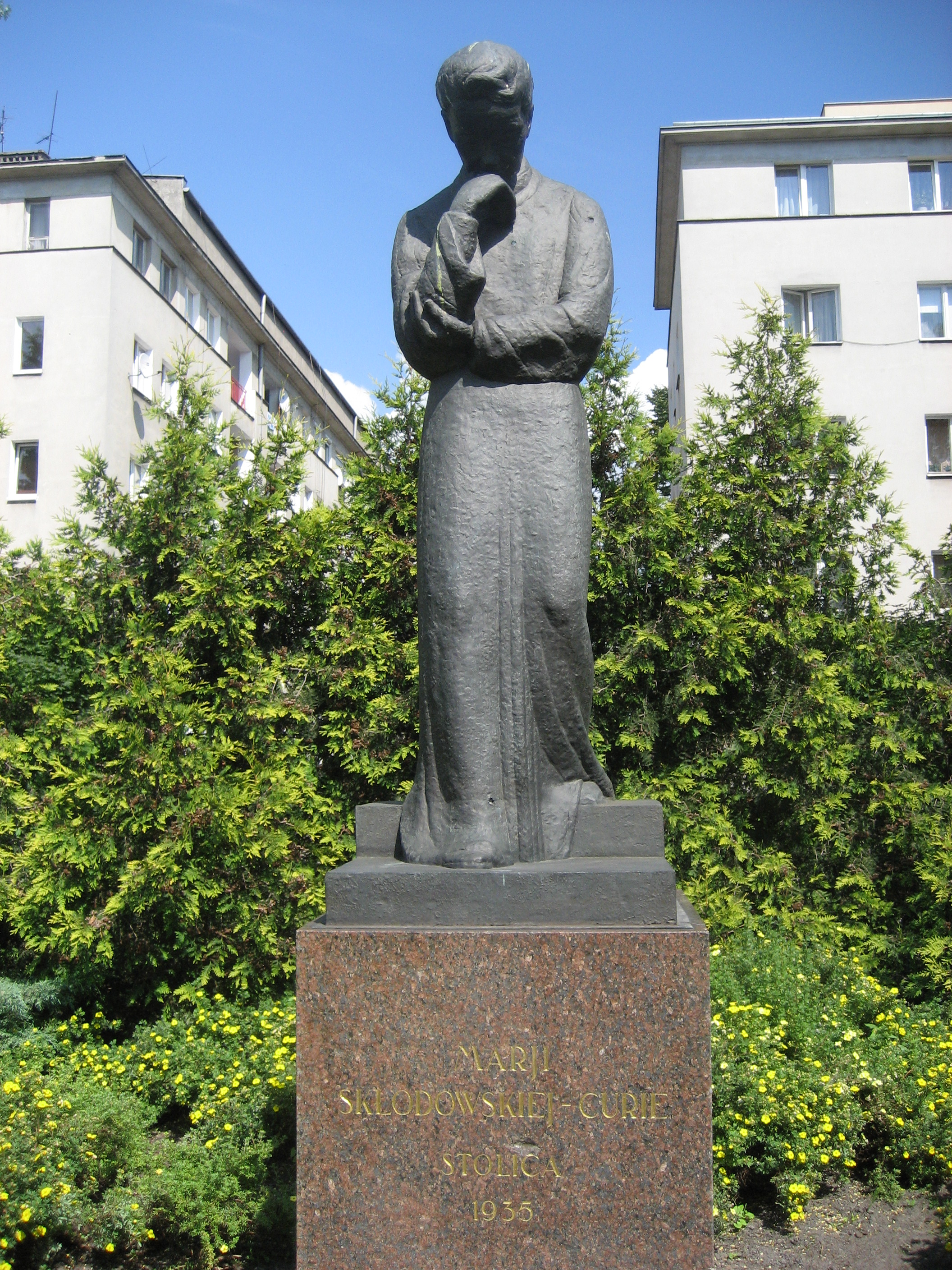
Warschau (Radium Institut)
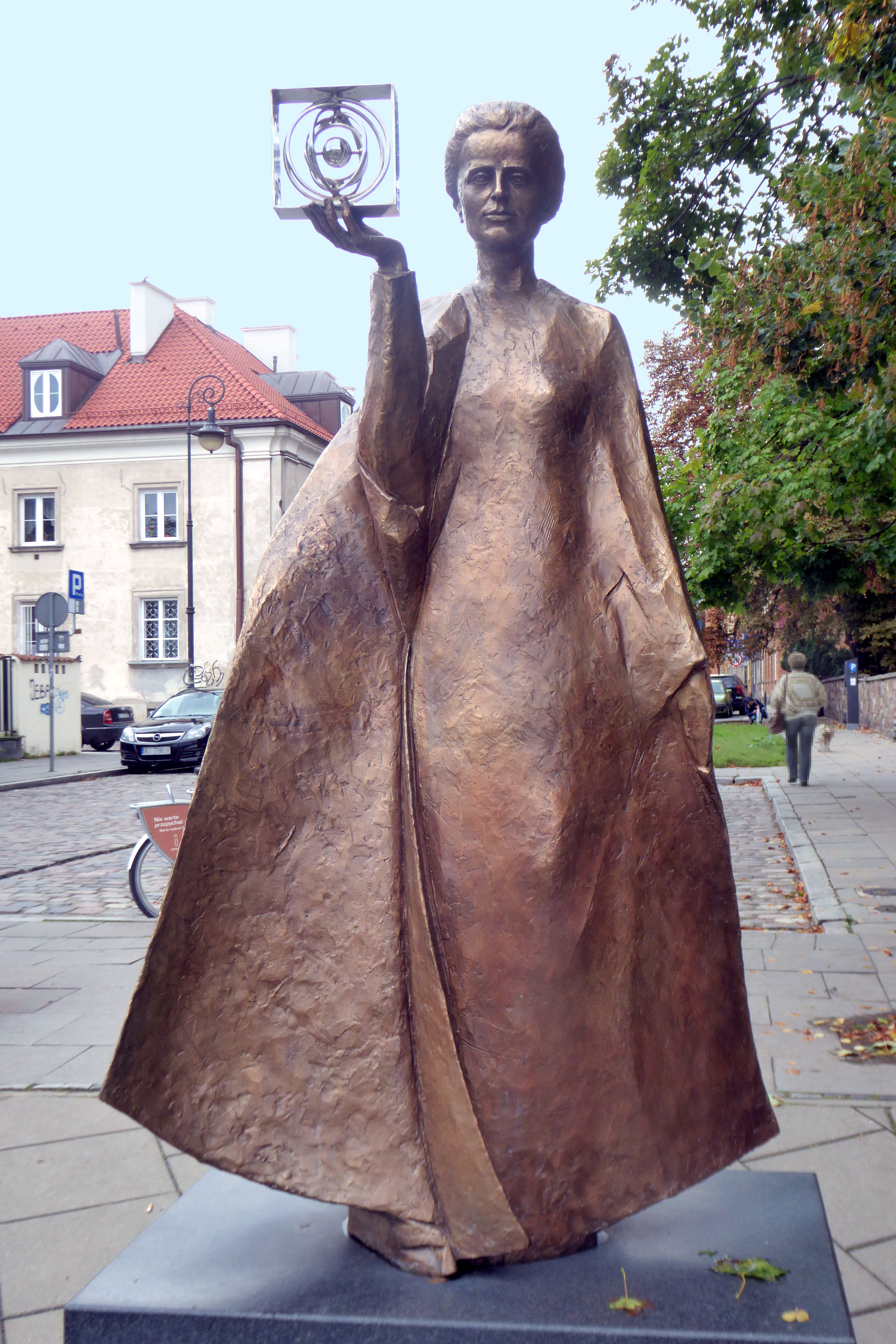
Warschau (Nowe Miasto)